# Шоу почиње у поноћ
Шоу почиње у поноћ је осми студијски албум српске музичке групе Бајага и инструктори. Албум је објављен 15. јуна 2005. године за издавачку кућу ПГП РТС, а био је доступан на компакт-диску.

## Списак
| №               | Назив               | Аутор(и)                                            | Трајање |  |
| 1.              | Кап по кап          | М. Бајагић (т, м) · В. Аралица (а)                  | 4:06    |  |
| 2.              | Фанки такси         | М. Бајагић (т, м) · В. Аралица (а)                  | 4:03    |  |
| 3.              | Бадеми и со         | М. Бајагић (т, м) · В. Аралица (а)                  | 3:35    |  |
| 4.              | Шоу почиње у поноћ  | М. Бајагић (т, м) · В. Аралица (а)                  | 3:33    |  |
| 5.              | Под јасеном         | М. Бајагић (т) · Ж. Миленковић (м) · В. Аралица (а) | 3:12    |  |
| 6.              | Падај кишо, кеве ти | М. Бајагић (т, м) · В. Аралица (а)                  | 4:26    |  |
| 7.              | Отров               | М. Бајагић (т, м) · В. Аралица (а)                  | 2:51    |  |
| 8.              | Има свет краја два  | М. Бајагић (т, м) · В. Аралица (а)                  | 4:03    |  |
| 9.              | Песма слободе       | М. Бајагић (т) · Б. Марли (м) · В. Аралица (а)      | 4:20    |  |
| Укупно трајање: | Укупно трајање:     | Укупно трајање:                                     | 34:09   |  |

- [1][2]

## Музичари
- Бајага и инструктори:
  - Момчило Бајагић — вокал, гитаре
  - Александар Локнер — клавијатуре, пратећи вокал
  - Жика Миленковић — вокал, гитаре
  - Мирослав Цветковић — бас-гитара, пратећи вокал
  - Љубиша Опачић — гитаре, пратећи вокал
  - Чедомир Мацура — бубњеви, пратећи вокал[1][2]
- Гости:
  - Војислав Аралица — гитаре
  - Ивана Павловић — вокал (2)
  - Беби Дол — пратећи вокал (3, 9)
  - Марко Ђорђевић — труба (4)
  - Врело — хор (5)
  - Вида Павловић — вокал (6)
  - Марина Поповић — пратећи вокал (6)
  - Марјана Поповић — пратећи вокал (6)
  - Тамара Аралица — вокал (8)
  - Мирна Савић — вокал (8)
  - Ана Ђокић — виолина (9)[1][2]

## Остале заслуге
- Војислав Аралица — продуцент, програмирање
- Горан Костић — тонски сниматељ, програмирање
- Небојша Бабић — фотографије
- Синиша Граховац — дизајн омота[1][2]

## Рецензије
| Медиј    | Аутор рецензије  | Оцена         | Изв.  |
| -------- | ---------------- | ------------- | ----- |
| Барикада | Бранимир Локнер  | 7/10 звездица | [ 4 ] |
| Попбокс  | Димитрије Војнов | 2/10 звездица | [ 5 ] |